# Cajun (etnia)
I cajun (pron. /kaˈʒun/; in francese: cadiens \ka.djɛ̃\ o cajuns \ka.ʒœ̃\) sono un gruppo etnico costituito dai discendenti dei canadesi francofoni originari dell'Acadia e deportati in Louisiana a seguito dell'espulsione avvenuta nella seconda metà del XVIII secolo, a cui si sono aggiunti nel corso dell'Ottocento un certo numero di immigrati (in massima parte di origine spagnola e tedesca) che hanno adottato la cultura e la lingua francese ampiamente diffuse nello Stato. Tale popolazione parla una particolare varietà di francese, denominata appunto francese cajun.

## Etimologia
La parola cajun (pronunciata /ˈkeɪdʒən/ negli Stati Uniti) potrebbe derivare dalla parola francese acadien (/akaˈdjɛ̃/, d'Acadia), la regione della Nuova Scozia che i primi ugonotti occuparono nel Nord America. Questa denominazione, a sua volta, potrebbe derivare da larcadie o algatig, nome che appare in numerose mappe del XVI secolo a indicare questi luoghi, abitati soprattutto dai nativi americani mi'kmaq. Acadie potrebbe essere la versione francese di questo nome nativo americano. Esiste, però, la possibilità che il nome Acadie sia stato dato a queste terre sull'onda della suggestione prodotta dall'Arcadia dei poeti (in particolare l'Arcadia di sir Philip Sidney, pubblicata verso la fine del XVI secolo).

## Letteratura
Marc Lescarbot diede i natali alla letteratura coloniale francese a Port Royal nel 1606. La difficile situazione politica e la lenta crescita della popolazione spiegano lo scarso numero di testi prodotti all'epoca. Dopo la deportazione la letteratura arranca ma la tradizione orale resta fiorente. Con la fondazione di collegi e scuole nel XIX secolo, e con le riunioni nazionali dei francofoni, i cajun iniziarono a riscoprire la propria identità in un mondo anglofono. La letteratura cajun si è tuttavia espressa principalmente in inglese, fino al 1980, quando Jean Arcenaux ha pubblicato la raccolta di poesie cajun Cris sur le Bayou.

## Musica
I cajun hanno sviluppato la musica cajun, un genere musicale che ha influenzato notevolmente la musica popolare statunitense, e in particolare la musica country.

## Sport
Molto popolari sono le corse dei cavalli, soprattutto le corse di un quarto di miglio su pista dritta. I fantini di tali corse sono spesso molto apprezzati nel Paese.